# Elatostema brachyodontum
Elatostema brachyodontum là loài thực vật có hoa trong họ Tầm ma. Loài này được (Hand.-Mazz.) W.T.Wang mô tả khoa học đầu tiên năm 1980.